# 13 февруари
13 февруари е 44-тият ден в годината според григорианския календар. Остават 321 дни до края на годината (322 през високосна година).

## Събития
- 1633 г. – Галилео Галилей пристига в Рим за своя процес пред Инквизицията.
- 1689 г. – Уилям III е провъзгласен за крал на Англия.
- 1777 г. – Арестуван е маркиз дьо Сад.
- 1920 г. – Лигата на нациите потвърждава постоянния неутралитет на Швейцария.

- 1925 г. – Комунистическа терористична група убива народния представител Никола Милев.
- 1931 г. – Ню Делхи става столица на Индия.
- 1934 г. – Съветският параход Челюскин потъва в Северния ледовит океан.
- 1939 г. – Започва първата конференция на българските православни църкви в Северна Америка.
- 1943 г. – Комунистическа терористична група убива генерал Христо Николов Луков.
- 1945 г. – Втора световна война: Обединените нации започват стратегически бомбардировки над Дрезден (Германия), в които загиват хиляди цивилни граждани; Червената армия превзема Будапеща.
- 1948 г. – Авиокомпания Дирекция въздушни съобщения открива първата българска редовна международна въздушна линия по маршрута София – Белград – Будапеща – Прага със самолет Ли-2п.
- 1960 г. – Франция тества в Сахара първата си атомна бомба.
- 1974 г. – Александър Солженицин, лауреат на Нобелова награда за литература през 1970, е изгонен от Съветския съюз.
- 1975 г. – Създадена е Севернокипърска турска република.
- 1984 г. – Константин Черненко сменя Юрий Андропов на поста генерален секретар на Комунистическата партия на Съветския съюз.
- 1988 г. – В Калгари (Канада) са открити XV зимни олимпийски игри.
- 1996 г. – Британската вокална група Take That обявява, че се разпада.
- 2001 г. – При земетресение в Салвадор загиват около 400 души.
- 2010 г. – Откриват се Зимни олимпийски игри 2010 във Ванкувър.

## Родени
- 1457 г. – Мария Бургундска, херцогиня на Бургундия († 1482 г.)
- 1599 г. – Александър VII, римски папа († 1667 г.)
- 1658 г. – Ян Баптиста Уеликенс, фламандски поет и художник († 1726 г.)
- 1728 г. – Джон Хънтър, шотландски хирург († 1793 г.)
- 1734 г. – Ив Жозеф дьо Кергелен дьо Тремарек, френски мореплавател († 1797 г.)
- 1745 г. – Фьодор Ушаков, руски адмирал († 1817 г.)
- 1766 г. – Томас Малтус, английски икономист († 1834 г.)
- 1769 г. – Иван Крилов, руски баснописец († 1844 г.)
- 1805 г. – Петер Густав Льожон Дирихле, германски математик († 1859 г.)
- 1811 г. – Франсоа Аший Базен, френски генерал († 1888 г.)
- 1860 г. – Стоян Брънчев, български лесовъд († 1940 г.)
- 1865 г. – Ищван Чок, унгарски художник († 1961 г.)
- 1865 г. – Тодор Влайков, български писател († 1943 г.)
- 1866 г. – Лев Шестов, руски философ († 1938 г.)
- 1873 г. – Фьодор Шаляпин, руски певец († 1938 г.)
- 1879 г. – Николай Николаевич Евреинов, руски режисьор († 1953 г.)
- 1883 г. – Тодор Попадамов, български революционер († 1960 г.)
- 1885 г. – Бес Труман, първа дама на САЩ († 1982 г.)
- 1893 г. – Ана Паукер, румънски политик († 1960 г.)
- 1903 г. – Жорж Сименон, френски писател († 1989 г.)
- 1910 г. – Уилям Шокли, американски физик, Нобелов лауреат през 1956 г. († 1989 г.)
- 1915 г. – Аун Сан, бирмански политик († 1947 г.)
- 1917 г. – Семьон Куркоткин, съветски маршал († 1990 г.)
- 1923 г. – Чарлс Йейгър, американски авиатор († 2020 г.)
- 1930 г. – Ернст Фукс, австрийски художник († 2015 г.)
- 1932 г. – Марко Ганчев, български писател
- 1933 г. – Ким Новак, американска актриса
- 1937 г. – Зигмунд Йен, германски космонавт († 2019 г.)
- 1937 г. – Рупия Банда, президент на Замбия
- 1945 г. – Саймън Шама, английски историк
- 1947 г. – Урс Фас, швейцарски писател
- 1950 г. – Мариус Донкин, български актьор
- 1950 г. – Питър Гейбриъл, британски музикант (Дженезис)
- 1951 г. – Катя Ланге-Мюлер, немска писателка
- 1952 г. – Александър Йорданов, български политик
- 1953 г. – Любчо Йордановски, македонски политик († 2010 г.)
- 1953 г. – Христо Пимпирев, български учен
- 1958 г. – Дерек Ригс, британски художник
- 1960 г. – Пиерлуиджи Колина, италиански футболен съдия
- 1961 г. – Хенри Ролинс, американски музикант
- 1964 г. – Даниел Беловарски, български общественик
- 1967 г. – Гала, български телевизионен водещ
- 1967 г. – Станимир Стоилов, български футболист
- 1974 г. – Роби Уилямс, американски певец
- 1978 г. – Филип Жаруски, френски певец
- 1979 г. – Мена Сувари, американска актриса
- 1989 г. – Юлиан Шийбер, немски футболист

## Починали
- 1130 г. – папа Хонорий II (* 11 век)
- 1141 г. – Бела II, крал на Унгария и Хърватска (* 1110 г.)
- 1199 г. – Стефан Неманя, сръбски владетел и светец (* 1113 г.)
- 1542 г. – Катрин Хауърд, 5-ата жена на Хенри VIII (Англия) – екзекутирана (* 1525 г.)
- 1571 г. – Бенвенуто Челини, италиански скулптор и ювелир (* 1500 г.)
- 1603 г. – Франсоа Виет, френски математик (* 1540 г.)
- 1604 г. – Катерина Наварска, кралица на Навара (* 1559 г.)
- 1660 г. – Карл X Густав, крал на Швеция (* 1622 г.)
- 1862 г. – Леополд Шефер, германски писател (* 1784 г.)
- 1883 г. – Рихард Вагнер, германски композитор (* 1813 г.)
- 1887 г. – Леандър Леге, френски дипломат в София (* 1833 г.)
- 1892 г. – Василий Юнкер, руски географ (* 1840 г.)
- 1894 г. – Николай Павлович, български художник (* 1835 г.)
- 1894 г. – Франьо Рачки, хърватски историк и общественик (* 1828 г.)
- 1901 г. – Иван Арабаджията, български революционер (* между 1830-37)
- 1925 г. – Андрей Букурещлиев, български военен деец (* 1857 г.)
- 1925 г. – Никола Милев, български историк (* 1881 г.)
- 1943 г. – Христо Николов Луков, български офицер и политик (* 1888 г.)
- 1950 г. – Рафаел Сабатини, английски писател (* 1875 г.)
- 1990 г. – Васил Стоилов, български художник (* 1904 г.)
- 2000 г. – Огнян Дойнов, български комунистически политик (* 1935 г.)
- 2002 г. – Едмар Меднис, американски шахматист (* 1937 г.)
- 2003 г. – Димитър Мишев, български инженер (* 1933 г.)
- 2004 г. – Зелимхан Яндарбиев, чеченски политик (* 1952 г.)
- 2006 г. – Андреас Кацулас, американски актьор (* 1946 г.)
- 2016 г. – Трифон Иванов, български футболист (* 1965 г.)
- 2018 г. – Дядо Добри, български благодетел (* 1914 г.)

## Празници
- 13 февруари е обявен за Световен ден на радиото по предложение на ЮНЕСКО и с одобрението на Генералната асамблея на ООН